# 가상 이동 통신망 사업자
가상 이동 통신망 사업자(MVNO, Mobile Virtual Network Operator)는 물리적인 이동통신망을 보유하지 않고 이동 통신망 사업자로부터 임차해 자사 브랜드로 통신 서비스를 제공하는 사업자다.
가상 이동 통신망의 사업 형태로는, 이동통신망만 임차하여 서비스하는 형태와 망과 함께 과금 체계까지 모두 임차하여 서비스하는 형태가 있다.
대한민국에서는 소위 알뜰폰이라는 명칭으로 불리고 있다.

## 역사
가상 이동 통신망 사업자의 통신국 계약은 1990년대부터 이루어졌으며 당시 유럽의 통신 시장은 시장 자유화, 새 규제의 틀, 더 나은 2G 네트워크 기술, 무선 사업자 수의 증가를 경험하였다.
대한민국에서는 2004년 에넥스 텔레콤(annex telecom)이 KT프리텔과 제휴하여 서비스를 시작한 이래 2011년부터 본격적으로 보급되었으며, 2012년 6월 24일 방송통신위원회의 대국민 공모전 결과에 따라 알뜰폰이라는 애칭(혹은 통칭)이 제정되어 사용되고 있다.

## 세계적 현황
2014년 6월 기준으로, 943개의 MVNO와 255군데의 MNO 하위 브랜드들이 전 세계적으로 영업 중이다. 이는 MNO에 의해 운영되는 모바일 서비스 제공자 수가 총 약 1,200군데임을 의미하는 것으로, 이는 2012년 1,036군데에서 상승한 것이다.

### 대한민국
SK텔레콤의 이동통신망을 임차하는 가상 이동 통신망 사업자는 모두 이동통신망만 임차하여 서비스하고 있다. KT와 LG유플러스의 가상 이동 통신망 사업자 가운데 과금 체계까지 임차하는 경우 Msafer 명의도용방지서비스에서 이동통신망 제공 업체인 KT와 LG유플러스로 조회된다.

### 일본
일본에는 80개의 MVNO 브랜드가 있으며 MVNO의 시장 점유율은 2019년 기준으로 12.2%이다. 2,230만 명의 계약자가 있다.

### 미국
미국에는 139개의 MVNO 브랜드가 있으며 총 23,000,000명 미국 무선 가입자 중 100분의 7에 서비스 판매가 이루어지는 것으로 추산된다.

### 영국
영국은 2018년 12월 기준 77개의 MVNO를 운영하고 있다.

## 같이 보기
- 대한민국의 가상 이동통신망 사업자